# Disney's Villains' Revenge
Disney's Villain's Revenge (La venganza de los malvados de Disney en España) es un videojuego de 1999 para Microsoft Windows y Mac OS X. 

## Historia
En ésta aventura interactiva propone al jugador resolver puzles y desafíos situados en cuatro cuentos clásicos para evitar que los villanos triunfen.
Trata de cuatro famosas historias de Disney: Snow White and the Seven Dwarfs, Dumbo, Alicia en el país de las maravillas y Peter Pan.
En la historia, Pepito Grillo arranca accidentalmente las páginas de los finales felices, y algo sucede; los cuatro villanos de las historias cambiaron los finales para salir ellos victoriosos: la Reina Grimhilde, el Maestro de Ceremonias, la Reina de Corazones y el Capitán Garfio.
Y ahora Pepito, con ayuda del jugador, tiene que entrar en el libro para arreglarlo todo y que haya otra vez un final feliz para todos los personajes buenos.

## Recepción
Durante la 3.ª edición de los Interactive Achievement Awards, la Academy of Interactive Arts & Sciences premió Disney's Villains' Revenge con el premio "Título del Año de Entretenimiento Infantil para PC", junto con nominaciones en las categorías "Logro Sobresaliente en Animación" y "Logro Destacado en Dirección Artística".